# Lophiiformes
Los Lophiiformes son un orden de peces teleósteos de enorme boca, piel desnuda, aletas carentes de espinas, y aletas pectorales sostenidas por un corto brazo. Comprenden dos familias importantes, lofidos y antenaridos, que incluyen el género Lophius, al que pertenece una especie muy apreciada en la gastronomía, el rape (Lophius piscatorius).
Los Lophiiformes tienen enormes cabezas, anchas, chatas y deprimidas, con el resto del cuerpo como si fuera un apéndice. Pueden crecer hasta 2 m; lo más común es hasta 90 cm. Su máximo peso es de 30 kg. Algunas especies son notables por el dimorfismo sexual extremo y la simbiosis sexual del macho pequeño con la hembra mucho más grande, visto en el suborden Ceratioidei, el rape de aguas profundas. En estas especies, los machos pueden ser varios órdenes de magnitud más pequeños que las hembras. Son peces óseos llamados así por su modo característico de depredación, en el que un rayo de aleta luminiscente modificada (la esca o ilicium) actúa como un atrayente para otros peces. La luminiscencia proviene de bacterias simbióticas, que se cree que se adquieren del agua de mar, que habitan en y alrededor del mar.
La mayoría son abisales, pero hay varias familias que tienen representantes de aguas superficiales, como los peces sapo (familia Antennariidae). Ejs. de otras familias que viven en aguas superficiales son los Lophiidae y los Ogcocephalidae. Esas familias también tienen representantes de aguas profundas, que pertenecen a la superfamilia Ceratioidea.
Los Lophiiformes fueron unidos con los Batrachoidiformes para formar el orden de los pediculados (Pediculati) por Regan en 1912 pero se retractó en 1926. Desde entonces, la opinión corregida ha sido aceptada. En consecuencia, no se debe usar ni pediculados ni Pediculati para referirse a estos.

## Anatomía
Todos los Lophiiformes son carnívoros y, por tanto, están adaptados a la captura de presas. Las especies de aguas profundas, cuyo color varía del gris oscuro al marrón oscuro, tienen cabezas grandes con bocas enormes en forma de media luna llenas de dientes largos en forma de colmillo inclinados hacia dentro para capturar presas con eficacia. Su longitud puede variar de 2-18 cm (1-7 plg), con algunos tipos que llegan a ser tan grandes como 100 cm (39 plg), pero esta variación se debe en gran parte al dimorfismo sexual, siendo las hembras mucho más grandes que los machos.  El pez rana y otras especies de rape de aguas poco profundas son depredadores de emboscada, y a menudo aparecen camuflados como rocas, esponjas o algas.
Este pez tiene una aleta, o illicium, hacia el extremo distal de su cuerpo en la primera de sus dos aletas dorsales que se extiende hasta el hocico y actúa como un mecanismo de atracción donde la presa se acercará cara a cara. El ilicio se mueve hacia adelante y hacia atrás por cinco pares distintos de músculos: a saber, los músculos erectores y depresores más cortos que dictan el movimiento del hueso ilicio, junto con los músculos inclinadores, protractores y retractores que ayudan al movimiento de la aleta dorsal. 
Específicamente considerando Cryptopsaras couesii, este pez ceratioide de aguas profundas tiene una biomecánica rotacional única en su musculatura. Los robustos músculos retractor y protractor se mueven en un patrón sinuoso en direcciones opuestas a lo largo de la longitud del pterigióforo, que existe en una cresta longitudinal profunda a lo largo del cráneo. Además, el inclinador largo y delgado del pez ceratioide de aguas profundas permite una amplia gama de movimientos anteriores y posteriores, ayudando en el movimiento del aparato de atracción para ayudar en la emboscada de la presa.
La mayoría de las hembras adultas de rape ceratioide tienen un órgano luminiscente llamado esca en la punta de un rayo dorsal modificado (el illicium o caña de pescar (derivado del latín ēsca, «cebo»). Se ha planteado la hipótesis de que este órgano sirve para atraer a las presas en entornos oscuros y profundos, pero también sirve para llamar la atención de los machos hacia las hembras para facilitar el apareamiento.
La fuente de luminiscencia son bacterias simbióticas que habitan dentro y alrededor de la esca, encerradas en un reflector en forma de copa que contiene cristales, probablemente formados por guanina. El rape hace uso de estas relaciones simbióticas con bacterias luminosas extracelulares. Atípicas de los simbiontes luminosos que viven fuera de las células del hospedador, las bacterias que se encuentran en los señuelos del rape están experimentando un cambio evolutivo hacia genomas más pequeños y menos desarrollados (reducción genómica) asistida por expansiones de transposones.  Sólo un puñado de especies de simbiontes luminiscentes pueden asociarse con los peces  Lophiiformes de aguas profundas. En algunas especies, las bacterias reclutadas en la esca son incapaces de producir luminiscencia independientemente del rape, lo que sugiere que han desarrollado una relación simbiótica y que las bacterias son incapaces de sintetizar por sí mismas todas las sustancias químicas necesarias para la luminiscencia. Dependen del pez para compensar la diferencia. Aunque las hembras de la mayoría de las familias de estos peces tienen bioluminiscencia, hay excepciones como las familias Caulophrynidae y Neoceratiidae.
Los simbiontes bacterianos no se encuentran en niveles consistentes a lo largo de las etapas de desarrollo de los Lophiiformes o a través de las diferentes profundidades del océano. La secuenciación de organismos larvarios del suborden Ceratioidei muestra una ausencia de simbiontes bacterianos, mientras que la secuenciación de estos peces adultos mostró mayores niveles de simbiontes bacterianos bioluminiscentes.  Esto se correlaciona con que la región de la mesopelágica tiene los niveles más altos de relaciones simbiontes en las muestras de Lophiiformes, ya que es aquí donde residen los Lophiiformes adultos durante la mayor parte de su vida después de su etapa larvaria.   La microscopía electrónica de estas bacterias en algunas especies revela que son bacterias gramnegativas bastoncillos que carecen de cápsulas, Esporass o flagela. Tienen paredes celulares de doble capa y mesosomas. Un poro conecta la esca con el agua de mar, lo que permite eliminar las bacterias muertas y los desechos celulares, así como mantener constantes el pH y la tonicidad del medio de cultivo. Esto, así como la temperatura constante de la zona batipelágica habitada por estos peces, es crucial para la viabilidad a largo plazo de los cultivos bacterianos.
La glándula luminosa está siempre abierta al exterior, por lo que es posible que el pez adquiera las bacterias del agua de mar. Sin embargo, parece que cada especie utiliza su propia especie particular de bacterias, y estas bacterias nunca se han encontrado en el agua de mar. Haygood (1993) teorizó que la esca descarga bacterias durante el desove y las bacterias se transfieren así a los huevos. Algunas evidencias indican que algunos Lophiiformes adquirieron sus simbiontes bioluminiscentes del entorno local. Los materiales genéticos de las bacterias simbiontes se encuentran cerca de los Lophiiformes, lo que indica que lo más probable es que los Lophiiformes y sus bacterias asociadas no hayan evolucionado juntos y que las bacterias realicen viajes difíciles para entrar en el hospedador. En un estudio sobre el pez Ceratioide en el Golfo de México, los investigadores observaron que los microbios bioluminiscentes asociados al hospedador confirmados no están presentes en los especímenes larvarios y durante todo el desarrollo del hospedador. Los Ceratioides probablemente adquirieron sus simbiontes bioluminiscentes del agua de mar. Photobacterium phosphoreum y los miembros del clado kishitanii constituyen el principal o único simbionte bioluminiscente de varias familias de peces luminosos de aguas profundas.
Se sabe que la composición genética de las bacterias simbiontes ha sufrido cambios desde que se asociaron con su hospedador. En comparación con sus parientes de vida libre, los genomas de los simbiontes del rape de aguas profundas han reducido su tamaño en un 50%. Se encuentran reducciones en las vías de síntesis de aminoácidos y en las capacidades para utilizar diversos azúcares. No obstante, se conservan en el genoma genes implicados en la quimiotaxis y la motilidad que se cree que sólo son útiles fuera del hospedador. El genoma del simbionte contiene un número muy elevado de pseudogenes y muestra expansiones masivas de elementos transponibles. El proceso de reducción del genoma aún está en curso en estos linajes de simbiontes, y la pérdida de genes puede conducir a la dependencia del hospedador.

## Depredadores
Este orden es conocido por su característico método predador. 
Poseen una especie de señuelo para atraer a sus presas, compuesto por un apéndice sobre la cabeza (en general el primer radio espinoso de la primera aleta dorsal modificado, pero pueden ser los 3 primeros) con un ensanchamiento en su extremo libre (el esca ?), movible en todas direcciones. De este modo el esca puede atraer a otros peces lo suficientemente cerca para ser engullidos en un rápido movimiento. Muchos viven principalmente en el océano abisal, zona afótica, donde el agua es tan profunda que nada de luz solar penetra para la fotosíntesis, por lo que estos predadores poseen señuelos bioluminiscentes (vía simbiosis bacteriales). En una adaptación vinculante, los Lophiiformes son grisáceos, pardos oscuros o negros, invisibilizándose y haciendo aparecer sólo el adminísculo luminiscente.
La ancha boca se extiende en la circunferencia anterior de la cabeza, y ambas mandíbulas están armadas con bandas de largos y puntiagudos dientes, inclinados hacia adentro, y hasta los puede mover algo hacia adentro para no ofrecer impedimento al tragado, y prevenir cualquier escape desde su boca. Pueden además distender sus mandíbulas y estómago (sus huesos son delgados y flexibles) a enormes proporciones, pudiendo engullir una presa dos veces más larga que su cuerpo.
Algunas especies bentónicas (viven en la base del océano) tienen "patas" en el pectoral y las usan para "caminar" por el suelo del océano.
Los huesos pectorales y ventrales están articulados para funcionar a modo de pies, moviéndose o aún caminando, por el fondo arenoso y/o con pastos. Alrededor de su cabeza y también de su cuerpo, la piel tiene apéndices aparentando pequeños trozos de pastos marinos, una estructura que, combinada con su extraordinaria facultad de mimetizar el color de su cuerpo con su entorno mejora su habilidad como predador.

## Comportamiento

### Natación y conservación de la energía
En 2005, cerca de Monterey, California, a 1.474 metros de profundidad, un ROV filmó durante 24 minutos a una hembra de rape ceratioide del género Oneirodes. Cuando se acercaba, el pez retrocedía rápidamente, pero en el 74% de las secuencias de vídeo se mantenía a la deriva pasivamente, orientado en cualquier ángulo. Cuando avanzaba, nadaba intermitentemente a una velocidad de 0,24 longitudes corporales por segundo, batiendo sus aletas pectorales en fase. El comportamiento letárgico de este depredador emboscado se adapta al entorno de escasa energía de las profundidades marinas.
Otra observación in situ de tres rape látigo diferentes mostró un comportamiento de natación invertida inusual. Se observaron peces flotando invertidos completamente inmóviles con el ilicio colgando rígidamente en un ligero arco delante del pez. El ilicio colgaba sobre pequeñas madrigueras visibles. Se sugirió que se trataba de un esfuerzo para atraer a la presa y un ejemplo de forrajeo oportunista de baja energía y depredación. Cuando el ROV se acercó a los peces, éstos mostraron una natación explosiva, todavía invertida.
La mandíbula y el estómago del rape pueden extenderse para permitirle consumir presas de hasta el doble de su tamaño. Debido a la cantidad limitada de alimentos disponibles en el entorno del rape, esta adaptación le permite almacenar comida cuando hay abundancia.

### Reproducción

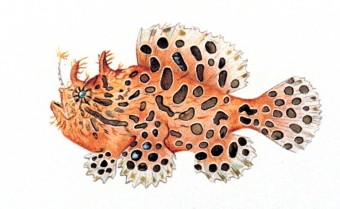
Antennariidae: pez sapo estriado, Antennarius striatus

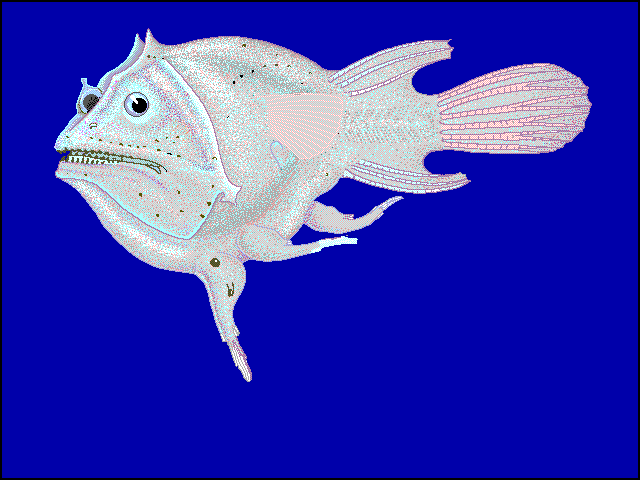
Linophrynidae: Haplophryne mollis

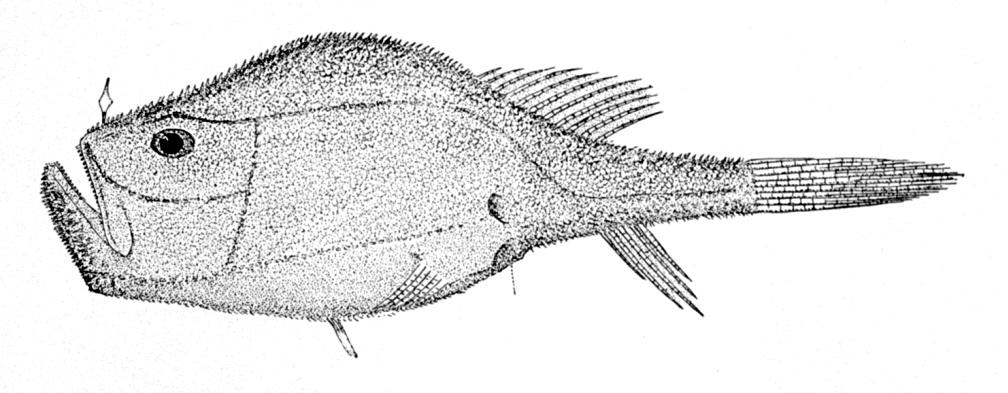
Chaunacidae: Chaunax pictus: B.K. Phillips

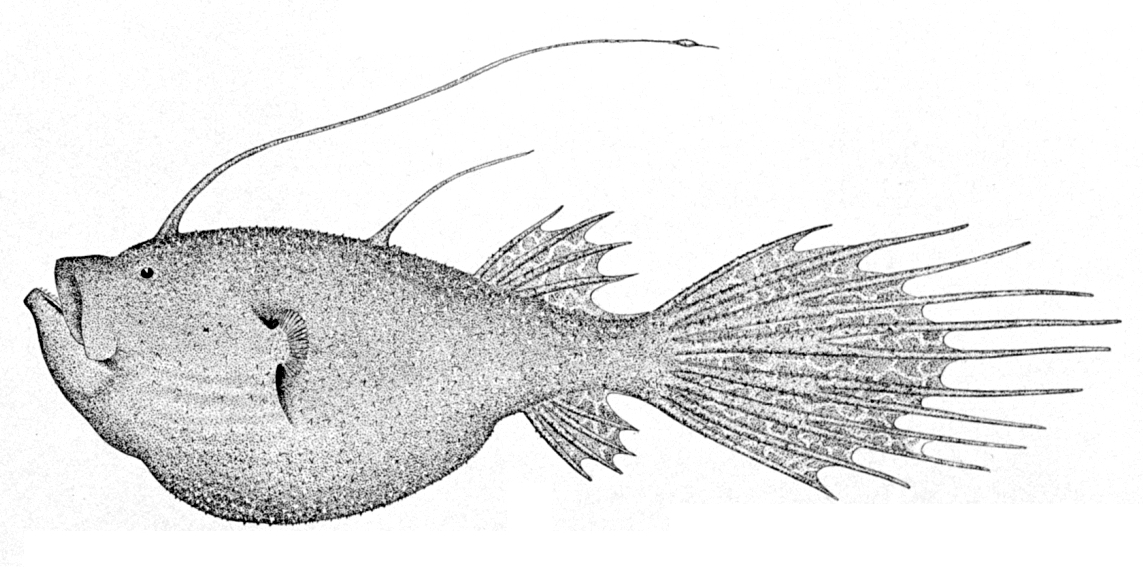
Ceratiidae: Ceratias holboelli pez abisal Krøyer.

Algunos lofiformes tienen un sorprendente método de apareamiento: Como los individuos son escasos y doblemente difícil de encontrarlos por su mimetismo, hallar compañero es un problema. Cuando se los comenzó a estudiar y capturar, se encontraban exclusivamente hembras. Esos individuos tenían poco tamaño, y todos tenían unos parásitos adosados a ellos. No se supo qué eran, hasta descubrir que esos "parásitos" eran los ceratioidos machos. 
Cuando un macho de esas especies sale del huevo, ya está equipado con un olfato extremadamente desarrollado para detectar aromas en el agua. Su aparato digestivo se va atrofiando, con lo que son incapaces de vivir independientemente. Deben encontrar una hembra rápidamente, o sus reservas se agotan y muere. Los órganos sensibles olfatorios le ayudan a detectar las feromonas que señalan la proximidad de una hembra. Cuando la halla, se pega a su flanco, y segrega una enzima que digiere la piel donde toca, y su boca se fusiona con la hembra a nivel de vasos sanguíneos. El macho luego se atrofia para tener solamente las dos gónadas y emitir semen en respuesta a las hormonas en la sangre de la propia hembra, indicando la presencia de un óvulo a fecundar. Este es un ejemplo extremo de dimorfismo sexual. Así, siempre la hembra tiene al macho listo para fecundar.
Los huevos de los lophiiformes son muy singulares. Es una fina película de material gelatinoso transparente de 50 a 75 cm de ancho y de 6 a 7,5 m de largo. Los huevos están en unicapas, y cada uno en su propia cavidad. los huevos se liberan en el mar. Las larvas nadan libremente y tienen su pelvis alargada en filamentos.

## Consumo
En Europa, la cola es muy usada en cocina y comparada con la langosta en sabor y  textura. A veces es llamada "langosta de los pobres."  Es una especialidad culinaria en ciertos países asiáticos. En Japón cada pescado se vende en USD $ 150. El hígado solo, considerado una "delicatessen", puede costar USD $ 100.

## Sistemática
Existen 18 familias en este orden, agrupadas en tres subórdenes:
- Suborden Antennarioidei:
  - Familia Antennariidae - Ranisapos
  - Familia Brachionichthyidae
- Suborden Lophioidei:
  - Familia Lophiidae - Rapes pescadores
- Suborden Ogcocephalioidei:
  - Superfamilia Ceratioidea: (Rapes de aguas profundas)
    - Familia Caulophrynidae
    - Familia Centrophrynidae
    - Familia Ceratiidae - Peces anzuelo
    - Familia Diceratiidae
    - Familia Gigantactinidae
    - Familia Himantolophidae - Peces balón
    - Familia Linophrynidae
    - Familia Melanocetidae
    - Familia Neoceratiidae
    - Familia Oneirodidae
    - Familia Thaumatichthyidae

  - Superfamilia Chaunacioidea:
    - Familia Chaunacidae - Gómitas

  - Superfamilia Ogcocephalioidea:
    - Familia Ogcocephalidae (Jordan, 1895) - Murciélagos